# Сосновка (Чаришський район)
Сосно́вка (рос. Сосновка) — село у складі Чаришського району Алтайського краю, Росія.

## Населення
Населення — 52 особи (2010; 108 у 2002).
Національний склад (станом на 2002 рік):
- росіяни — 91 %